# Hovra
Hovra är en gård i Helgona socken, Nyköpings kommun.
Hovra omtalas i dokument första gången 1356 då Peter Karlsson (tre liljor) bytte bort 1 öresland och 16 penningland i Hovra ("in Hofrum") till Tomas Petersson. Det sägs då vara jord som han ärvt efter Håkan Elofsson (tre blomvippor). Germund Larsson (lilja till Fjällskäfte) 1 öresland jord i Hovra ("i Hofrom", "i Hoffrom") som han ärvt efter sin mor Ramborg Germundsdotter (djurhuvud). 1479 donerar Ulf Torstensson (tre spetsar) "ett gods" i Hovra till franciskanerkonventet i Nyköping. 1481 byttes en gård i Hovra bort från franciskanerkonventet till Ivar Axelsson (Tott). Hovra består under 1500-talet av två gårdar, en frälse Ture Bielke (1514–1577) om 4 öresland (1559 5 öresland 4 penningland) samt en kyrkojord, gårdarna har senare kallats öster- och västergården. En av gårdarna anges 1607 utgöra Görvel Fadersdotter (Sparre)s förbrutna gods, Västergården tillhörde fram till 1685 Gäddeholm, men drogs därefter in, och därefter var anslaget som kavallerihemman. Det ena hemmanet hade redan då förmedlats till 1/2 mantal, och hela byn reducerades senare till 1 1/4 och slogs samman till ett rusthållshemman. Ett nytt corps de logi med flygelbyggnader uppfördes 1898.